# Adrie Slot
Adrie Slot (Amsterdam, 21 augustus 1883 – onbekend) was een Nederlands wielrenner.

## Wielerloopbaan
Slot won het Nederlands kampioenschap op de weg in 1908.

## Belangrijkste overwinningen
1908
- Nederlands kampioenschap wielrennen op de weg, elite